# 田所氏

家紋 丸に違い鷹の羽

田所氏（たどころし）は、日本の氏族。

## 常陸国の田所氏
『新編国志』によれば、常陸国の田所氏は大舎人部氏なりという。吉田社の田所職を務め、職名を家名とした。また、『新編国志』には、別の一家として所出不詳の田所氏ありと記されており、久慈郡佐都社田所職を務める家系としての見方を伝えている。家紋は丸に梅鉢、丸に違い鷹の羽、丸に下がり藤、丸に蔓柏など。
さらに、佐竹氏の秋田転封に随行する家系として三流、確認することができる。
- 田所助衛門流

秋田藩士 田所助衛門の流れは本姓 藤原氏。助衛門が秋田に下ることにより成立した。その系譜は田所三左衛門俊重筆『田所氏系図』に詳しい。
```
系譜 田所助右衛門 ―忠列―忠與―俊久―三左衛門俊重
```

- 田所直忠流

田所直忠流も本姓を藤原氏とする一族。直脩の代に常陸国より秋田に下向し、隠居 佐竹義重に仕えて出羽国仙北郡六郷に住むという。その系譜は田所善助直利筆『田所氏系図』に詳しい。また、子孫に田所清左衛門為貞あり。
```
系譜 田所直忠―直胤―直宗―直嗣―直脩―直常―善助直利
```

- 田所安忠流

田所安忠流も本姓を藤原氏とする一族。安則の代に常陸国より秋田に下向し大番組に仕官するという。その系譜は田所縫殿允安直筆『田所氏系譜』に詳しい。
```
系譜 安定―安則―安廣―縫殿允安直
```

また、田所氏との姻戚関係を示す史料として、同じく秋田藩士 安島氏の系譜として安島吉兵衛信忠と後室 川井氏との間に生まれた長女が田所熊之丞忠央室となるという。さらに、安島吉兵衛家の分家にあたる、安島主税家の初代 安島主税信将の長女は田所伊三郎忠軌の室となり、さらに三男は伊三郎忠軌の養子となって田所主鈴忠由と名乗るという。

### 水戸藩の志士・義民としての田所氏
- 田所半介 常陸国那珂郡石神外宿村の百姓。天狗党の乱に加わり、元治元年（1864年）8月23日、郷里にて民兵と戦い討ち死にする。享年28。靖国神社合祀[5]。